# Caminho dos Conventos
O Caminho dos Conventos ou Estrada dos Conventos foi aberto de 1728 a 1730, por Francisco de Souza Faria, ligando Araranguá a Curitiba, passando por Lages, o primeiro Caminho das Tropas, ligando o Sul Catarinense ao Planalto Serrano.